# Marie-Hélène Fasquel
Pour les articles homonymes, voir Fasquel.
Marie-Hélène Fasquel, née à Boulogne[Lequel ?] en 1971 est une professeure d'anglais et de littérature américaine, auteure, conférencière et chroniqueuse littéraire française. Elle est finaliste en 2017 du prix mondial de l'enseignement.

## Biographie
Après des études d'anglais à Lille, elle obtient le CAPES et est nommée professeure dans le Pas-de-Calais.
Professeure de Littérature en section internationale du lycée Nelson Mandela de Nantes, elle figure, en 2017, parmi les cinquante enseignants sélectionnés, sur plus de 22 000 provenant de 179 pays, pour les finales du prix Global Teacher – d’un montant d’un million de dollars – récompensant l’innovation pédagogique. Elle est la première française à être finaliste de ce prix. À la suite de cette distinction reçue, Laurent Delahousse lui consacre une émission dans le 13/15 du 7 mai 2017. Elle devient ambassadrice eTwinning.
À la suite de cette exposition médiatique, elle publie un livre retraçant son aventure : L'élève au cœur de sa réussite. Mon aventure d'enseignante.
En 2018, elle donne plusieurs conférences notamment une en partenariat avec Le Monde dans le cadre de "O21/s’orienter au 21e siècle" ou encore dans le cadre des conférences TEDx Rennes 2018.

## Ouvrages
- Anglais, Entrainement et auto-évaluation: Compréhension et expression écrites, Niveau intermédiaire B1-B2, 2011
- Anglais LV1 - LV2 - LV3 Toutes séries: Spécial vocabulaire, 2012
- Make It Pro: anglais BTS tertiaires et industriels 1re et 2e année éd. 2015 - Manuel de l’élève, avec Joël Cascade, Ketty Chopin, Erwan Gouraud, Annie Gwynn et Anne-Laure Kieffer
- L'élève au cœur de sa réussite. Mon aventure d'enseignante. Editions François Bourin, 2017,  (ISBN 9791025203507)

## Décorations
- Chevalier de l'ordre national du Mérite Elle est faite chevalier le 29 mai 2019[10].